# Rimae Prinz
Le Rimae Prinz sono una struttura geologica della superficie della Luna.